# Game of Trains
Game of Trains ist ein Kartenspiel der Spieleautoren Alexey Konnov, Alexey Paltsev, Anatoliy Shklyarov und Trehgrannik, das in seiner ersten Auflage 2015 bei Brain Games und danach bei mehreren weiteren Verlagen in mehreren Sprachen erschien. 2016 veröffentlichte Abacusspiele das Spiel in einer deutsch-englischen Ausgabe für den deutschsprachigen Raum. Bei dem Spiel für zwei bis vier Spieler ab acht Jahren müssen die Mitspieler Güterzüge bilden, in denen die Waggons in der richtigen Reihenfolge angeordnet sind.

## Thema und Ausstattung
Bei dem Spiel Game of Trains versuchen die Mitspieler jeweils ihre Güterzüge so aufzubauen, dass die an die Lok anhängenden Waggons in aufsteigender Reihenfolge angehängt werden. Das Spiel ist ein Kartenspiel mit 88 Karten, davon vier Lokomotiven und 84 durchnummerierte Waggons.

## Spielweise
Zu Beginn des Spiels bekommt jeder Mitspieler eine Lokomotivkarte. Die Waggonkarten werden gemischt und jeder Spieler bekommt sieben dieser Karten, die er in absteigender Reihenfolge hinter seiner Lok auslegt. Die restlichen Karten werden als Nachziehstapel in die Tischmitte gelegt. Der Startspieler bekommt eine zusätzliche Karte, die weiteren Spieler jeweils Karten entsprechend ihrer Position auf die Hand. Beginnend mit dem Startspieler dürfen nun alle Spieler eine Karte von ihrer Hand in den Zug einsetzen und mit einer bereits liegende Karte austauschen. Die nicht verwendeten Karten der Spieler 2 bis 4 werden verdeckt auf einen Ablagestapel gelegt, die ausgetauschten Karten kommen offen neben den Nachziehstapel auf die Tischmitte. Liegen zwei Karten mit gleicher Funktion offen aus, werden diese paarweise abgelegt.
Beginnend mit einem Startspieler spielen die Mitspieler nun im Uhrzeigersinn. Der aktive Spieler kann:
- eine Karte vom Nachziehstapel ziehen und diese dann direkt im Austausch gegen eine andere Karte aus seinem Zug auslegen. Die ausgetauschte Karte wird zu den offen ausliegenden Karten in der Tischmitte gelegt.
- eine Kartenfunktion einer der offen ausliegenden Karten nutzen. Dabei gibt es acht unterschiedliche Funktionen, bei denen entweder Karten im eigenen Zug und in anderen Zügen getauscht, verschoben, geschützt oder entfernt werden. Die Funktion wird direkt durchgeführt, die genutzte Karte kommt danach verdeckt auf den Ablagestapel.

Immer, wenn nach einer Aktion zwei oder mehr Karten mit gleicher Funktion offen ausliegen, werden diese paarweise abgelegt. Dadurch steht jede Funktion nur maximal einmal zur Verfügung und durch Taktieren können für die Mitspieler wichtige Funktionen eliminiert werden. Wenn der Nachziehstapel aufgebraucht ist, wird der Ablagestapel gemischt und bildet den neuen Nachziehstapel.
Das Spiel endet sofort, wenn ein Spieler die Waggons seines Zuges in aufsteigender Reihenfolge hinter der Lokomotive sortiert hat. Dieser Spieler gewinnt das Spiel.

## Ausgaben
Game of Trains wurde von Alexey Konnov, Alexey Paltsev, Anatoliy Shklyarov und Trehgrannik entwickelt und 2015 von dem lettischen Verlag Brain Games in seiner ersten multilingualen Auflage auf Englisch, Französisch, Deutsch, Lettisch, Estnisch, Litauisch und Russisch veröffentlicht. 2016 folgten Ausgaben auf Spanisch (SD Games), Polnisch (Rebel), Italienisch (dV Giochi), Ungarisch (Brain Games, Reflexshop), Englisch/Deutsch (Abacusspiele) und Chinesisch/Englisch (Broadway Toys LTD).

## Belege
1. 1 2 3 4 5  Game of Trains, Spielanleitung, abacusspiele 2016.
2. ↑  #54 Papa spielt … Game of Trains, knopfspiele.de. Abgerufen am 14. Oktober 2021.
3. ↑  Game of Trains, Versionen bei BoardGameGeek. Abgerufen am 14. Oktober 2021.